# Austrohelea brevipes
Austrohelea brevipes är en tvåvingeart som först beskrevs av Lee 1948.  Austrohelea brevipes ingår i släktet Austrohelea och familjen svidknott. Inga underarter finns listade i Catalogue of Life.